# سامانه موشکی باور ۳۷۳
سامانه موشکی باور ۳۷۳ یک سامانه موشکی پدافند هوایی از نوع دور بُردِ سطح‌به‌هوا و خودکششی می‌باشد، که توسط وزارت دفاع و پشتیبانی نیروهای مسلح جمهوری اسلامی ایران با همکاری قرارگاه پدافند هوایی خاتم‌الانبیا و معاونت علمی و فناوری ریاست جمهوری طراحی و ساخته شده‌است. باور ۳۷۳ نخستین سامانه دفاع موشکی بُرد بلند است که در ایران ساخته می‌شود.
موشک مورد استفاده در این سامانه از نوع صیاد۴ و صیاد۴B می‌باشد که مجهز به یک سامانه مانورپذیری پیشرفته است. همه اجزاء سامانه باور- ۳۷۳ بر خودروهای ظفر و ذوالجناح سوار می‌شوند و متحرک هستند. طرح اولیه این سامانه، از سامانه دفاع موشکی اس ۳۰۰ نمونه‌برداری شده‌است. با این‌حال قرارگاه پدافند هوایی خاتم‌الانبیا برای حفاظت از مناطق حساس از سامانه روسی اس-۳۰۰ (سامانه موشکی) استفاده می‌کند که این شک را به وجود آورده شاید در مورد قابلیت‌های سامانه موشکی باور ۳۷۳ غلو شده باشد به ادعای منابع ایرانی باور ۳۷۳ پس از ارتقای سامانه موشکی‌اش به صیاد۴B، می‌تواند اهداف را از فاصله ۴۵۰ کیلومتری شناسایی و از ۴۰۰ کیلومتری رهگیری کند. همچنین توانایی هدف‌گیری از فاصله ۳۰۰ کیلومتری، تا ارتفاع ۳۲ کیلومتری را دارد.

## پیشینه
این سامانه نخستین بار در مرداد ۱۳۹۸ با حضور حسن روحانی، رئیس‌جمهور ایران رونمایی شد. باور ۳۷۳ نخستین سامانه دفاع موشکی برد بلند تولید داخل ایران محسوب می‌شود. توسعه این سامانه پدافندی به سال ۱۳۸۷ برمی‌گردد. درست زمانی که در روسیه با روی کار آمدن دیمیتری مدودف از تحویل سامانه اس ۳۰۰ خریداری‌شده ایران خودداری شد.

## ویژگی‌ها

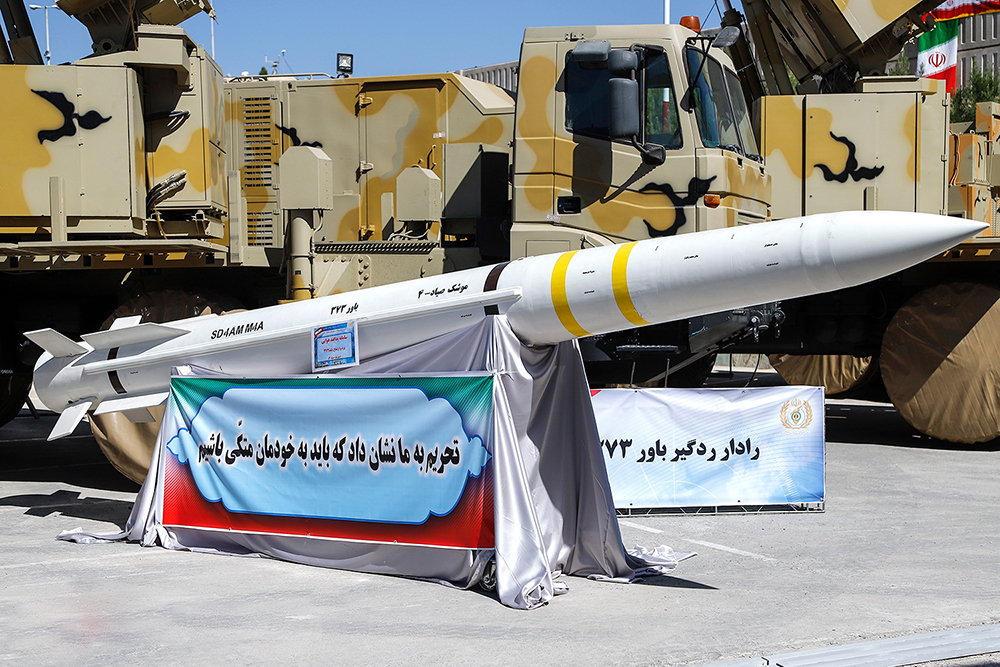
تصویر موشک صیاد-۴ یک موشک زمین به هوای برد و ارتفاع بلند است. این موشک برای پرتاب از سامانه پدافندی باور ۳۷۳ ساخته شده‌است. در نمایشگاه صنایع دفاعی رونمایی از تازه‌ترین دستاوردهای تلاشگران عرصه دفاعی رونمایی شد.

لانچرهای سامانه باور ۳۷۳، مکعب مربعی هستند که اغلب با اهداف پدافندی در ناوها، مورد استفاده قرار می‌گیرند. باور ۳۷۳ دارای پست‌های جداگانه ارتباطی و نیز پست فرماندهی است.
پس از آخرین ارتقای انجام شده در ۱۴۰۱، این سامانه می‌تواند از فاصله ۴۵۰ کیلومتری هدف را شناسایی و رهگیری کرده و در فاصله ۳۰۰ کیلومتری، تا ارتفاع ۳۲ کیلومتری با هدف درگیر می‌شود.

### موشک‌ها
موشک‌های باور ۳۷۳ از نوع صیاد ۴ و صیاد ۴B هستند.
اکنون سامانه موشکی باور ۳۷۳ موشک صیاد ۴B است که نسخه ارتقایافتهٔ موشک صیاد ۴ است. این سامانه موشکی توانایی شلیک ۳ نوع موشک در بردهای مختلف (مشابه اس-۴۰۰ ولی با برد کمتر) برای شکار اهداف، در بردها و ارتفاع‌های متفاوت را دارد و می‌تواند در لایه‌های مختلف دفاعی وارد عمل شود. سرعت موشک صیاد ۴B برابر با ۶٫۱ ماخ است.

### رادار
رادار این سامانه موشکی از نوع رادارهای معراج-۴ است.
این رادار مشابه رادار بزرگ 64N6E2 در سامانه اس۳۰۰ روسیه عمل می‌کند ولی دارای ویژگی‌هایی برتر از آن است.
معراج-۴ که برای نخستین بار همزمان با این سامانه رونمایی شد، یک رادار سه بعدی برد بلند از نوع آرایه فازی فعال بوده که از ۴۰ ردیف موج‌بر ساخته شده‌است.
بیشینه برد این رادار ۴۵۰ کیلومتر و بیشینه ارتفاع ۱۳۰ کیلومتر و بیشینه برد برای اهداف بالستیک ۱۲۰۰ کیلومتر است و توان کشف و ردیابی ۳۰۰ هدف را به‌طور همزمان و قابلیت رهگیری همزمان ۱۰۰ هدف را دارد.

### خودروی کشنده
خودروی سنگین ذوالجناح، به عنوان کامیون کِشنده برای حمل لانچرهای سامانه باور ۳۷۳ مورد استفاده قرار می‌گیرد. این خودرو دارای ۵ محور (۱۰ چرخ) فعال است و قابلیت عبور از رودخانه تا عمق ۱٫۵ متر، حداکثر ظرفیت بار ۳۰ تن، حمل محموله با طول ۱۰٫۵ متر، حداکثر شیب روی ۳۵٪، حداکثر شیب روی طولی ۲۰٪، وزن خالص ۲۱ تن و سامانه تعلیق مستقل را داراست.

## نگار خانه

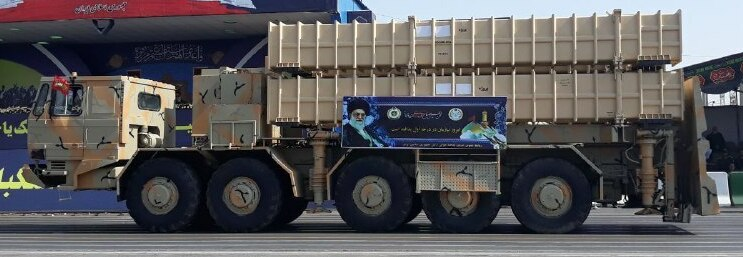

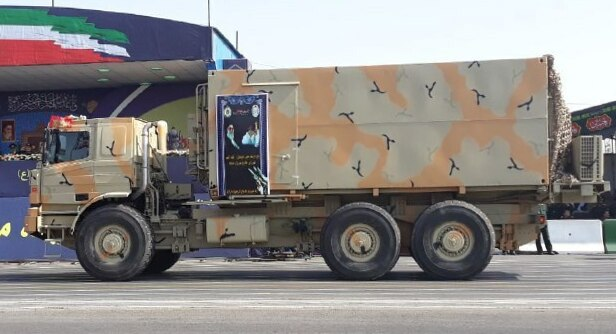

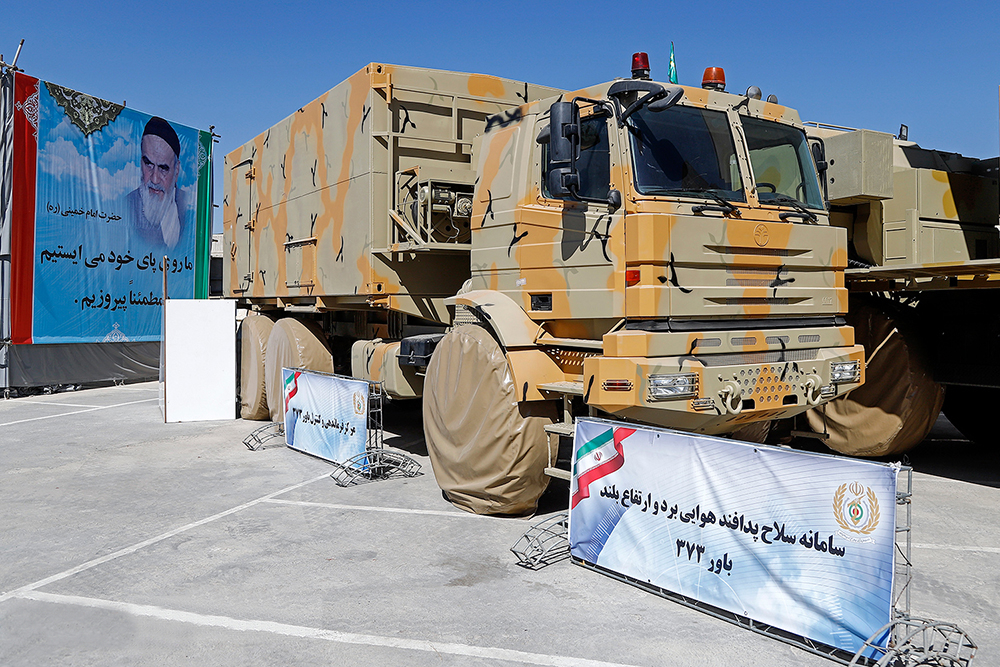

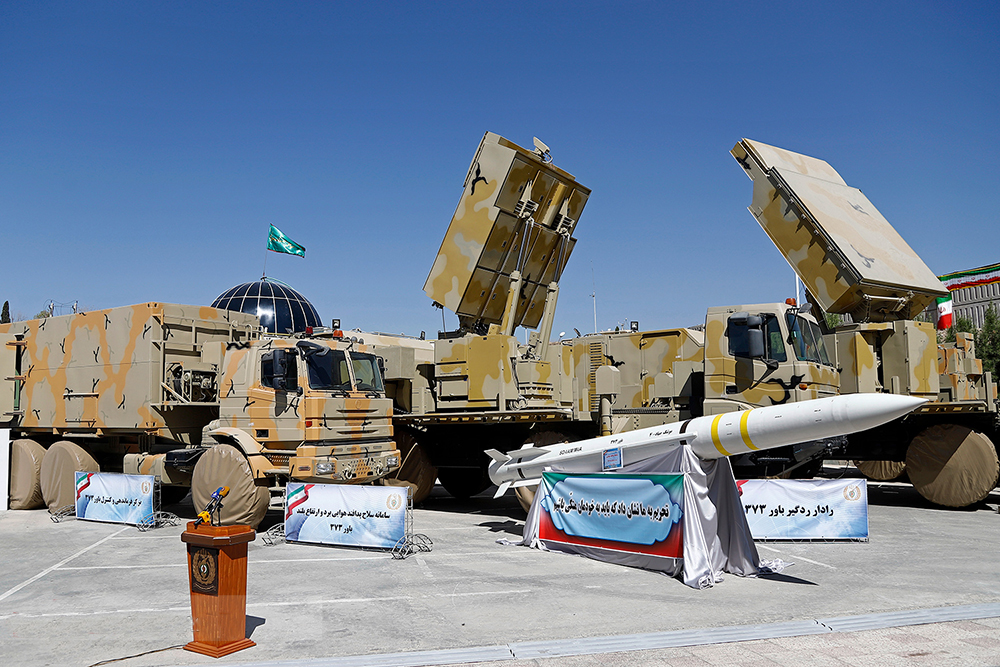

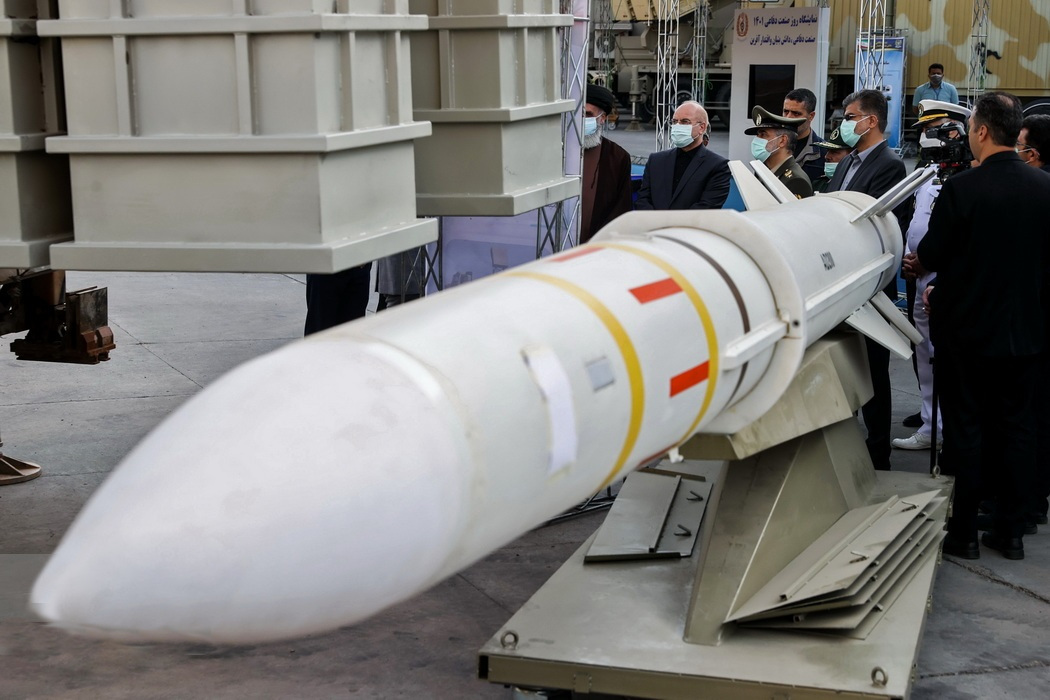

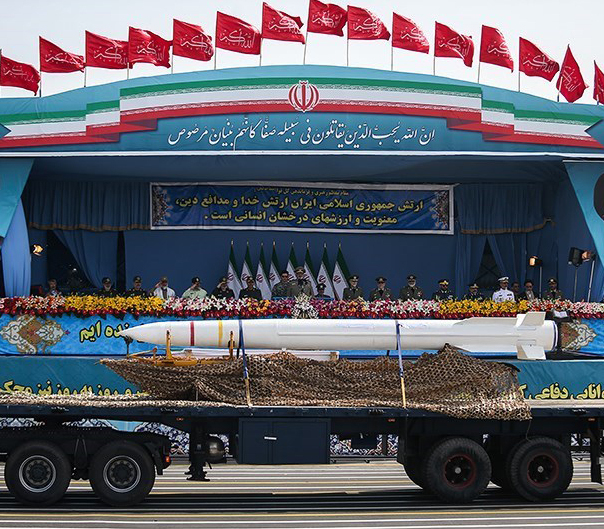